# Kulesze Kościelne (gromada)
Kulesze Kościelne – dawna gromada, czyli najmniejsza jednostka podziału terytorialnego Polskiej Rzeczypospolitej Ludowej w latach 1954–1972.
Gromady, z gromadzkimi radami narodowymi (GRN) jako organami władzy najniższego stopnia na wsi, funkcjonowały od reformy reorganizującej administrację wiejską przeprowadzonej jesienią 1954 do momentu ich zniesienia z dniem 1 stycznia 1973, tym samym wypierając organizację gminną w latach 1954–1972.
Gromadę Kulesze Kościelne z siedzibą GRN w Kuleszach Kościelnych utworzono – jako jedną z 8759 gromad – w powiecie wysokomazowieckim w woj. białostockim, na mocy uchwały nr 24/V WRN w Białymstoku z dnia 4 października 1954. W skład jednostki weszły obszary dotychczasowych gromad Kulesze Kościelne, Kulesze Podlipne, Kulesze Podawce, Chojane Bąki, Chojane Gorczany, Chojane Piecki, Wnory Wiechy, Wykno Nowe, Wykno Stare i Czarnowo Biki ze zniesionej gminy Wysokie Mazowieckie w tymże powiecie. Dla gromady ustalono 15 członków gromadzkiej rady narodowej.
1 stycznia 1958 do gromady Kulesze Kościelne przyłączono obszar zniesionej gromady Litwa Stara.
31 grudnia 1959 do gromady Kulesze Kościelne przyłączono wieś Wnory-Pażochy ze znoszonej gromady Stypułki-Szymany oraz wsie Gołasze Mościckie i Gołasze-Dąb ze zniesionej gromady Tybory Uszyńskie.
Gromada przetrwała do końca 1972 roku, czyli do kolejnej reformy gminnej. Z dniem 1 stycznia 1973 roku utworzono gminę Kulesze Kościelne.